# 吉福德 (印地安納州)
吉福德（英語：Gifford）是位於美國印地安納州傑斯帕縣的一個非建制地區。該地的面積和人口皆未知。